# STUN
STUN è l'acronimo di Session Traversal Utilities for Network Address Translators (NATs): si tratta di un protocollo e di un insieme di funzioni che permettono alle applicazioni in esecuzione su un computer di scoprire la presenza ed i tipi di NAT e firewall che si interpongono tra il computer e la rete pubblica. STUN permette a queste applicazioni di conoscere gli indirizzi IP e le porte con cui il dispositivo NAT li sta rendendo visibili sulla rete pubblica.
STUN opera con molti NAT preesistenti e non richiede particolari comportamenti da essi. 
Come risultato, STUN assicura ad una grande varietà di applicazioni IP (ad esempio, i telefoni VoIP) di lavorare attraverso le varie strutture NAT preesistenti.
Nella specifica originaria in RFC 3489,, STUN era l'acronimo di Simple Traversal of User Datagram Protocol (UDP) Through Network Address Translators (NATs), ma nella specifica aggiornata pubblicata come RFC 5389 il titolo è mutato in Session Traversal Utilities for NAT, mantenendo lo stesso acronimo.
STUN è un protocollo client-server. Un telefono o un software VoIP può includere un client STUN, che invierà una richiesta ad un server STUN. Il server riporterà al client STUN l'indirizzo IP pubblico e la porta UDP che il dispositivo NAT (es. router) sta associando al client per il traffico entrante nella rete. Le risposte permettono anche al client STUN di determinare che tipo di NAT è in uso. Ci sono tre tipi di NAT che è possibile attraversare tramite STUN: Full Cone, Restricted Cone e Port Restricted Cone. STUN non lavora con il quarto tipo di NAT, detto simmetrico o bidirezionale, questo a causa del fatto che i dati trovati dal server STUN non saranno validi per terze parti, in quanto il NAT bidirezionale non permette a terzi di riusare IP e porte abilitate, differenziando le associazioni a seconda dell'host contattato.
Client e server STUN sono utilizzati con protocolli come SIP tramite UDP per il trasferimento di traffico voce/video/testo su Internet.